# Long Cay (ö i Belize, Belize, lat 17,63, long -88,07)
Long Cay är en ö i Belize. Den ligger i distriktet Belize, i den nordöstra delen av landet, 80 km nordost om huvudstaden Belmopan.